# قهرمان (فیلم ۲۰۰۷)
قهرمان (انگلیسی: Hero) یک فیلم بلند ژاپنی محصول سال ۲۰۰۷ است که بر اساس مجموعه تلویزیونی ژاپنی به همین نام در سال ۲۰۰۱ ساخته شده‌است.